# AFC Champions League Elite 2024/25
Die AFC Champions League Elite 2024/25 war die erste Spielzeit des wichtigsten asiatischen Wettbewerbs für Vereinsmannschaften im Fußball unter dieser Bezeichnung und die 43. insgesamt. Am Wettbewerb nahmen in dieser Saison 27 Klubs aus 12 Landesverbänden der AFC teil. Die Saison begann mit der ersten Qualifikationsrunde am 6. August 2024 und endete mit dem Finale am 3. Mai 2025.
Der saudi-arabische Verein al-Ahli gewann den Wettbewerb zum ersten Mal durch einen 2:0-Sieg im Finale gegen Kawasaki Frontale aus Japan und qualifizierte sich damit für den FIFA-Interkontinental-Pokal 2025 und die FIFA-Klub-Weltmeisterschaft 2029. Titelverteidiger al Ain Club aus den Vereinigten Arabischen Emiraten war bereits in der Gruppenphase ausgeschieden.
Torschützenkönig wurde der Saudi-Araber Salem al-Dawsari von al-Hilal mit zehn Toren. Zum besten Spieler des Wettbewerbs wurde der Brasilianer Roberto Firmino ernannt.

## Qualifikation
Die Spielpaarungen in den zwei Qualifikationsrunden wurden nach der in die West- und Ostregion aufgeteilten Rangliste für Vereinswettbewerbe 2022 und der Zugangsliste gesetzt, wobei Begegnungen zwischen Mannschaften desselben Landesverbandes ausgeschlossen waren. Die Qualifikationsrunden wurden in jeweils einem Spiel entschieden, wobei der Verein aus dem höhergesetzten Verband jeweils Heimrecht hatte. Bei einem Gleichstand wurde zunächst eine Verlängerung gespielt und dann gegebenenfalls ein Elfmeterschießen angewendet.
Die zwei Sieger der Play-off-Runde erreichten die Ligaphase. Die unterlegenen Mannschaften spielten in der Gruppenphase der Champions League Two 2024/25 weiter.

### Erste Qualifikationsrunde
Das Spiel fand am 6. August 2024 statt.
|            | Ergebnis  |                           | Region |
| ---------- | --------- | ------------------------- | ------ |
| Sepahan FC | 1:4 n. V. | Shabab al-Ahli Dubai Club | West   |

### Play-off-Runde
Die Spiele fanden am 13. August 2024 statt.
|                  | Ergebnis              |                           | Region |
| ---------------- | --------------------- | ------------------------- | ------ |
| al-Gharafa SC    | 1:0                   | Shabab al-Ahli Dubai Club | West   |
| Shandong Taishan | 1:1 n. V. (4:3 i. E.) | Bangkok United            | Ost    |

## Ligaphase
An der Ligaphase nahmen 24 Mannschaften teil und damit insgesamt 16 weniger als noch zuletzt in den Gruppenphasen vor der Reformierung zur Ligaphase. 22 Mannschaften waren direkt qualifiziert, dazu kamen noch zwei (je einer aus der West- und der Ostregion), die sich über die Play-off-Runde qualifizierten. Die Auslosung fand am 16. August 2024 in der malaysischen Hauptstadt Kuala Lumpur statt. Die Mannschaften wurden nicht wie bisher in den zwei Regionen in verschiedene Gruppen unterteilt, sondern bildeten pro Region je eine gemeinsame Liga mit insgesamt acht Spieltagen. Jede Mannschaft hatte vier Heim- und vier Auswärtsspiele. Die Gegner wurden mithilfe der Auslosung ermittelt.
Die besten acht Mannschaften aus jeder Region qualifizierten sich für das Achtelfinale, die restlichen acht schieden aus dem Wettbewerb aus. Bei Punktgleichheit zweier oder mehrerer Mannschaften wurde die Platzierung durch folgende Kriterien ermittelt:
1. Tordifferenz aus allen Gruppenspielen
2. Anzahl Tore in allen Gruppenspielen
3. Anzahl Siege aus allen Gruppenspielen
4. Wenn es nur um zwei Mannschaften geht und diese beiden auf dem Platz stehen, kommt es zwischen diesen zu einem Elfmeterschießen.
5. Niedrigere Anzahl Punkte durch Gelbe und Rote Karten (Gelbe Karte 1 Punkt, Gelb-Rote und Rote Karte 3 Punkte, Gelbe Karte auf die eine direkte Rote Karte folgt 4 Punkte)
6. Losziehung

### Westregion
| Pl. | Verein             | Sp. | S | U | N | Tore    | Diff. | Punkte |
| --- | ------------------ | --- | - | - | - | ------- | ----- | ------ |
| 1.  | al-Hilal           | 8   | 7 | 1 | 0 | 026:700 | +19   | 22     |
| 2.  | al-Ahli            | 8   | 7 | 1 | 0 | 021:800 | +13   | 22     |
| 3.  | al-Nassr FC        | 8   | 5 | 2 | 1 | 017:600 | +11   | 17     |
| 4.  | al-Sadd SC         | 8   | 3 | 3 | 2 | 010:900 | +1    | 12     |
| 5.  | al-Wasl            | 8   | 3 | 2 | 3 | 008:120 | −4    | 11     |
| 6.  | Esteghlal Teheran  | 8   | 2 | 3 | 3 | 008:900 | −1    | 09     |
| 7.  | al-Rayyan SC       | 8   | 2 | 2 | 4 | 008:120 | −4    | 08     |
| 8.  | Paxtakor Taschkent | 8   | 1 | 4 | 3 | 004:600 | −2    | 07     |
| 9.  | Persepolis Teheran | 8   | 1 | 4 | 3 | 006:100 | −4    | 07     |
| 10. | al-Gharafa SC      | 8   | 2 | 1 | 5 | 010:180 | −8    | 07     |
| 11. | al-Shorta SC       | 8   | 1 | 3 | 4 | 007:170 | −10   | 06     |
| 12. | al Ain Club        | 8   | 0 | 2 | 6 | 011:220 | −11   | 02     |

#### Spieltag 1
| 16. September 2024 |     |                    |                                         |
| al Ain Club        | 1:1 | al-Sadd SC         | Hazza-Bin-Zayed-Stadion                 |
| al-Shorta SC       | 1:1 | al-Nassr FC        | al-Madina International Stadium         |
| Esteghlal Teheran  | 3:0 | al-Gharafa SC      | Shahr-e Qods Stadium (in Schahr-e Qods) |
| al-Ahli            | 1:0 | Persepolis Teheran | Prince Abdullah Al-Faisal Stadium       |
| 17. September 2024 |     |                    |                                         |
| Paxtakor Taschkent | 0:1 | al-Wasl            | Bunyodkor-Stadion                       |
| al-Rayyan SC       | 1:3 | al-Hilal           | Ahmed bin Ali Stadium                   |

#### Spieltag 2
| 30. September 2024 |     |                    |                                         |
| al-Sadd SC         | 2:0 | Esteghlal Teheran  | Jassim-Bin-Hamad-Stadion (in ar-Rayyan) |
| Persepolis Teheran | 1:1 | Paxtakor Taschkent | Shahr-e Qods Stadium (in Schahr-e Qods) |
| al-Wasl            | 0:2 | al-Ahli            | Zabeel-Stadion                          |
| al-Nassr FC        | 2:1 | al-Rayyan SC       | KSU Stadium                             |
| 1. Oktober 2024    |     |                    |                                         |
| al-Gharafa SC      | 4:2 | al Ain Club        | al-Bayt-Stadion (in al-Chaur)           |
| al-Hilal           | 5:0 | al-Shorta SC       | Prince Faisal bin Fahd Stadium          |

#### Spieltag 3
| 21. Oktober 2024  |     |                    |                                            |
| al-Shorta SC      | 0:0 | Paxtakor Taschkent | Karbala International Stadium (in Kerbela) |
| al-Sadd SC        | 1:0 | Persepolis Teheran | Jassim-Bin-Hamad-Stadion (in ar-Rayyan)    |
| al Ain Club       | 4:5 | al-Hilal           | Hazza-Bin-Zayed-Stadion                    |
| al-Rayyan SC      | 1:2 | al-Ahli            | Ahmed bin Ali Stadium                      |
| 22. Oktober 2024  |     |                    |                                            |
| Esteghlal Teheran | 0:1 | al-Nassr FC        | al-Rashid Stadium (in Dubai)               |
| al-Gharafa SC     | 1:2 | al-Wasl            | al-Bayt-Stadion (in al-Chaur)              |

#### Spieltag 4
| 4. November 2024   |     |                   |                                   |
| al-Wasl            | 1:1 | al-Sadd SC        | Zabeel-Stadion                    |
| al-Ahli            | 5:1 | al-Shorta SC      | King Abdullah Sports City Stadium |
| Persepolis Teheran | 1:1 | al-Gharafa SC     | al-Maktoum-Stadion (in Dubai)     |
| al-Hilal           | 3:0 | Esteghlal Teheran | al-Mamlaka-Arena                  |
| 5. November 2024   |     |                   |                                   |
| Paxtakor Taschkent | 0:1 | al-Rayyan SC      | JAR-Stadion                       |
| al-Nassr FC        | 5:1 | al Ain Club       | KSU Stadium                       |

#### Spieltag 5
| 25. November 2024 |     |                    |                                            |
| al Ain Club       | 1:2 | al-Ahli            | Hazza-Bin-Zayed-Stadion                    |
| Esteghlal Teheran | 0:0 | Paxtakor Taschkent | al-Rashid Stadium (in Dubai)               |
| al-Gharafa SC     | 1:3 | al-Nassr FC        | al-Bayt-Stadion (in al-Chaur)              |
| al-Rayyan SC      | 1:1 | Persepolis Teheran | Ahmed bin Ali Stadium                      |
| 26. November 2024 |     |                    |                                            |
| al-Shorta SC      | 1:3 | al-Wasl            | Karbala International Stadium (in Kerbela) |
| al-Sadd SC        | 1:1 | al-Hilal           | Jassim-Bin-Hamad-Stadion (in ar-Rayyan)    |

#### Spieltag 6
| 2. Dezember 2024   |     |                   |                                   |
| Persepolis Teheran | 2:1 | al-Shorta SC      | al-Ahli-Stadion (in Doha)         |
| al-Ahli            | 2:2 | Esteghlal Teheran | King Abdullah Sports City Stadium |
| al-Wasl            | 1:1 | al-Rayyan SC      | Zabeel-Stadion                    |
| al-Nassr FC        | 1:2 | al-Sadd SC        | KSU Stadium                       |
| 3. Dezember 2024   |     |                   |                                   |
| Paxtakor Taschkent | 1:1 | al Ain Club       | JAR-Stadion                       |
| al-Hilal           | 3:0 | al-Gharafa SC     | al-Mamlaka-Arena                  |

#### Spieltag 7
| 3. Februar 2025   |     |                    |                                         |
| al Ain Club       | 1:2 | al-Rayyan SC       | Hazza-Bin-Zayed-Stadion                 |
| Esteghlal Teheran | 1:1 | al-Shorta SC       | Azadi-Stadion                           |
| al-Sadd SC        | 1:3 | al-Ahli            | Jassim-Bin-Hamad-Stadion (in ar-Rayyan) |
| al-Nassr FC       | 4:0 | al-Wasl            | KSU Stadium                             |
| 4. Februar 2025   |     |                    |                                         |
| al-Gharafa SC     | 1:0 | Paxtakor Taschkent | al-Gharafa Stadium                      |
| al-Hilal          | 4:1 | Persepolis Teheran | al-Mamlaka-Arena                        |

#### Spieltag 8
| 17. Februar 2025   |     |                   |                                   |
| Paxtakor Taschkent | 2:1 | al-Sadd SC        | JAR-Stadion                       |
| al-Shorta SC       | 2:0 | al Ain Club       | al-Zawraa Stadium                 |
| Persepolis Teheran | 0:0 | al-Nassr FC       | Azadi-Stadion                     |
| al-Ahli            | 4:2 | al-Gharafa SC     | King Abdullah Sports City Stadium |
| 18. Februar 2025   |     |                   |                                   |
| al-Rayyan SC       | 0:2 | Esteghlal Teheran | Ahmed bin Ali Stadium             |
| al-Wasl            | 0:2 | al-Hilal          | Zabeel-Stadion                    |

### Ostregion
| Pl. | Verein                 | Sp. | S | U | N | Tore    | Diff. | Punkte |
| --- | ---------------------- | --- | - | - | - | ------- | ----- | ------ |
| 1.  | Yokohama F. Marinos    | 7   | 6 | 0 | 1 | 021:700 | +14   | 18     |
| 2.  | Kawasaki Frontale      | 7   | 5 | 0 | 2 | 013:400 | +9    | 15     |
| 3.  | Johor Darul Ta’zim FC  | 7   | 4 | 2 | 1 | 016:800 | +8    | 14     |
| 4.  | Gwangju FC             | 7   | 4 | 2 | 1 | 015:900 | +6    | 14     |
| 5.  | Vissel Kōbe            | 7   | 4 | 1 | 2 | 014:900 | +5    | 13     |
| 6.  | Buriram United         | 8   | 3 | 3 | 2 | 007:120 | −5    | 12     |
| 7.  | Shanghai Shenhua       | 8   | 3 | 1 | 4 | 013:120 | +1    | 10     |
| 8.  | Shanghai Port FC       | 8   | 2 | 2 | 4 | 010:180 | −8    | 08     |
| 9.  | Pohang Steelers        | 7   | 2 | 0 | 5 | 009:170 | −8    | 06     |
| 10. | Ulsan HD FC            | 7   | 1 | 0 | 6 | 004:160 | −12   | 03     |
| 11. | Central Coast Mariners | 7   | 0 | 1 | 6 | 008:180 | −10   | 01     |
| 12. | Shandong Taishan 1     | 0   | 0 | 0 | 0 | 000:000 | ±0    | 0      |

#### Spieltag 1
| 17. September 2024 |        |                        |                                     |
| Gwangju FC         | 7:3    | Yokohama F. Marinos    | Gwangju-World-Cup-Stadion           |
| Shandong Taishan   | 13:1 1 | Central Coast Mariners | Jinan Olympic Sports Center Stadium |
| Buriram United     | 0:0    | Vissel Kōbe            | Buriram Stadium                     |
| Shanghai Shenhua   | 4:1    | Pohang Steelers        | Shanghai-Stadion                    |
| 18. September 2024 |        |                        |                                     |
| Ulsan HD FC        | 0:1    | Kawasaki Frontale      | Ulsan-Munsu-Stadion                 |
| Shanghai Port FC   | 2:2    | Johor Darul Ta’zim FC  | Pudong-Stadion                      |

#### Spieltag 2
| 1. Oktober 2024        |        |                  |                                             |
| Central Coast Mariners | 1:2    | Buriram United   | Central Coast Stadium                       |
| Kawasaki Frontale      | 0:1    | Gwangju FC       | Todoroki Athletics Stadium                  |
| Pohang Steelers        | 3:0    | Shanghai Port FC | Steel-Yard-Stadion                          |
| Johor Darul Ta’zim FC  | 3:0    | Shanghai Shenhua | Sultan Ibrahim Stadium (in Iskandar Puteri) |
| 2. Oktober 2024        |        |                  |                                             |
| Vissel Kōbe            | 12:1 1 | Shandong Taishan | Misaki Park Stadium                         |
| Yokohama F. Marinos    | 4:0    | Ulsan HD FC      | Yokohama International Stadium              |

#### Spieltag 3
| 22. Oktober 2024 |        |                        |                                     |
| Gwangju FC       | 3:1    | Johor Darul Ta’zim FC  | Yongin Mireu Stadium (in Yongin)    |
| Shanghai Port FC | 3:2    | Central Coast Mariners | Pudong-Stadion                      |
| Shandong Taishan | 12:2 1 | Yokohama F. Marinos    | Jinan Olympic Sports Center Stadium |
| Buriram United   | 1:0    | Pohang Steelers        | Buriram-Stadion                     |
| 23. Oktober 2024 |        |                        |                                     |
| Ulsan HD FC      | 0:2    | Vissel Kōbe            | Ulsan-Stadion                       |
| Shanghai Shenhua | 2:0    | Kawasaki Frontale      | Shanghai-Stadion                    |

#### Spieltag 4
| 5. November 2024       |        |                  |                                             |
| Central Coast Mariners | 2:2    | Shanghai Shenhua | Central Coast Stadium                       |
| Kawasaki Frontale      | 3:1    | Shanghai Port FC | Todoroki Athletics Stadium                  |
| Vissel Kōbe            | 2:0    | Gwangju FC       | Misaki Park Stadium                         |
| Johor Darul Ta’zim FC  | 3:0    | Ulsan HD FC      | Sultan Ibrahim Stadium (in Iskandar Puteri) |
| 6. November 2024       |        |                  |                                             |
| Pohang Steelers        | 14:2 1 | Shandong Taishan | Steel-Yard-Stadion                          |
| Yokohama F. Marinos    | 5:0    | Buriram United   | Yokohama International Stadium              |

#### Spieltag 5
| 26. November 2024   |        |                        |                                     |
| Vissel Kōbe         | 3:2    | Central Coast Mariners | Misaki Park Stadium                 |
| Ulsan HD FC         | 1:3    | Shanghai Port FC       | Ulsan-Munsu-Stadion                 |
| Shandong Taishan    | 11:0 1 | Johor Darul Ta’zim FC  | Jinan Olympic Sports Center Stadium |
| Buriram United      | 0:3    | Kawasaki Frontale      | Buriram-Stadion                     |
| 27. November 2024   |        |                        |                                     |
| Gwangju FC          | 1:0    | Shanghai Shenhua       | Gwangju-World-Cup-Stadion           |
| Yokohama F. Marinos | 2:0    | Pohang Steelers        | Yokohama International Stadium      |

#### Spieltag 6
| 3. Dezember 2024       |        |                     |                                             |
| Central Coast Mariners | 0:4    | Yokohama F. Marinos | Central Coast Stadium                       |
| Pohang Steelers        | 3:1    | Vissel Kōbe         | Steel-Yard-Stadion                          |
| Johor Darul Ta’zim FC  | 0:0    | Buriram United      | Sultan Ibrahim Stadium (in Iskandar Puteri) |
| Shanghai Port FC       | 1:1    | Gwangju FC          | Pudong-Stadion                              |
| 4. Dezember 2024       |        |                     |                                             |
| Kawasaki Frontale      | 14:0 1 | Shandong Taishan    | Todoroki Athletics Stadium                  |
| Shanghai Shenhua       | 1:2    | Ulsan HD FC         | Shanghai-Stadion                            |

#### Spieltag 7
| 11. Februar 2025       |        |                       |                                     |
| Central Coast Mariners | 1:2    | Johor Darul Ta’zim FC | Central Coast Stadium               |
| Vissel Kōbe            | 4:0    | Shanghai Port FC      | Misaki Park Stadium                 |
| Pohang Steelers        | 0:4    | Kawasaki Frontale     | Steel-Yard-Stadion                  |
| Shandong Taishan       | 13:1 1 | Gwangju FC            | Jinan Olympic Sports Center Stadium |
| 12. Februar 2025       |        |                       |                                     |
| Yokohama F. Marinos    | 1:0    | Shanghai Shenhua      | Yokohama International Stadium      |
| Buriram United         | 2:1    | Ulsan HD FC           | Buriram-Stadion                     |

#### Spieltag 8
| 18. Februar 2025      |     |                        |                                             |
| Gwangju FC            | 2:2 | Buriram United         | Gwangju-World-Cup-Stadion                   |
| Kawasaki Frontale     | 2:0 | Central Coast Mariners | Todoroki Athletics Stadium                  |
| Shanghai Shenhua      | 4:2 | Vissel Kōbe            | Shanghai-Stadion                            |
| Johor Darul Ta’zim FC | 5:2 | Pohang Steelers        | Sultan Ibrahim Stadium (in Iskandar Puteri) |
| 19. Februar 2025      |     |                        |                                             |
| Shanghai Port FC      | 0:2 | Yokohama F. Marinos    | Pudong-Stadion                              |

Anmerkung

## Finalrunde

### Achtelfinale
Die Spielpaarungen für das Achtelfinale wurden anhand der Endplatzierungen in der Ligaphase festgelegt. Nach West- und Ostregion getrennt spielte so die auf Platz 1 liegende Mannschaft gegen die Mannschaft auf Platz 8. Entsprechend spielte Platz 2 gegen Platz 7, Platz 3 gegen Platz 6 sowie Platz 4 gegen Platz 5. Die Hinspiele fanden vom 3. bis zum 5. März und die Rückspiele vom 10. bis zum 12. März 2025 statt.
|                    | Gesamt |                       | Hinspiel | Rückspiel | Region |
| ------------------ | ------ | --------------------- | -------- | --------- | ------ |
| Paxtakor Taschkent | 1:4    | al-Hilal              | 1:0      | 0:4       | West   |
| al-Rayyan SC       | 1:5    | al-Ahli               | 1:3      | 0:2       | West   |
| Esteghlal Teheran  | 0:3    | al-Nassr FC           | 0:0      | 0:3       | West   |
| al-Wasl            | 2:4    | al-Sadd SC            | 1:1      | 1:3       | West   |
| Shanghai Port FC   | 1:5    | Yokohama F. Marinos   | 0:1      | 1:4       | Ost    |
| Shanghai Shenhua   | 1:4    | Kawasaki Frontale     | 1:0      | 0:4       | Ost    |
| Buriram United     | 1:0    | Johor Darul Ta’zim FC | 0:0      | 1:0       | Ost    |
| Vissel Kōbe        | 2:3    | Gwangju FC            | 2:0      | 0:3 n. V. | Ost    |

### Viertelfinale
Die Auslosung fand am 17. März 2025 statt. Die Spiele fanden vom 25. bis zum 27. April 2025 in Dschidda (Saudi-Arabien) statt.
|                     | Ergebnis  |                |
| ------------------- | --------- | -------------- |
| al-Hilal            | 7:0       | Gwangju FC     |
| al-Ahli             | 3:0       | Buriram United |
| Yokohama F. Marinos | 1:4       | al-Nassr FC    |
| Kawasaki Frontale   | 3:2 n. V. | al-Sadd SC     |

### Halbfinale
Die Auslosung fand am 17. März 2025 statt. Die Spiele fanden am 29. und 30. April 2025 in Dschidda (Saudi-Arabien) statt.
|             | Ergebnis |                   |
| ----------- | -------- | ----------------- |
| al-Hilal    | 1:3      | al-Ahli           |
| al-Nassr FC | 2:3      | Kawasaki Frontale |

### Finale
| al-Ahli                                                                                   | al-Ahli | Kawasaki Frontale | Kawasaki Frontale |
| ----------------------------------------------------------------------------------------- | --- | --- | ----------------- |
| al-Ahli                                                                                   | \| 3. Mai 2025 um 19:30 Uhr (18:30 Uhr MESZ) in Dschidda (King Abdullah Sports City Stadium) \| \| Ergebnis: 2:0 (2:0) \| \| Zuschauer: 58.281 \| \| Schiedsrichter: Abdulrahman al-Jassim ( Katar) \| \| Spielbericht \|                                                                        | \| 3. Mai 2025 um 19:30 Uhr (18:30 Uhr MESZ) in Dschidda (King Abdullah Sports City Stadium) \| \| Ergebnis: 2:0 (2:0) \| \| Zuschauer: 58.281 \| \| Schiedsrichter: Abdulrahman al-Jassim ( Katar) \| \| Spielbericht \|                                                                      | Kawasaki Frontale |
| al-Ahli                                                                                   | Édouard Mendy – Ali Majrashi, Merih Demiral, Roger Ibañez, Ezgjan Alioski – Franck Kessié, Ziyad al-Johani (85. Alexsander), Riyad Mahrez (90.+5' Fahad al-Rashidi), Roberto Firmino (74. Firas al-Buraikan), Galeno (74. Gabri Veiga) – Ivan Toney Cheftrainer: Matthias Jaissle ( Deutschland) | Louis Yamaguchi – Asahi Sasaki, Kōta Takai, Yūichi Maruyama, Sōta Miura (42. Sai van Wermeskerken) – Akihiro Ienaga (65. Tatsuya Itō), Yūki Yamamoto (65. Yuto Ozeki), Sō Kawahara (84. Hinata Yamauchi), Marcinho – Yasuto Wakizaka , Erison (46. Shin Yamada) Cheftrainer: Shigetoshi Hasebe | Kawasaki Frontale |
| al-Ahli                                                                                   | 1:0 Galeno (35.) 2:0 Kessié (42.) | | Kawasaki Frontale |
| al-Ahli                                                                                   | Demiral (44.), al-Johani (85.), Mendy (90.+1') | | Kawasaki Frontale |
| 3. Mai 2025 um 19:30 Uhr (18:30 Uhr MESZ) in Dschidda (King Abdullah Sports City Stadium) | | |                   |
| Ergebnis: 2:0 (2:0)                                                                       | | |                   |
| Zuschauer: 58.281                                                                         | | |                   |
| Schiedsrichter: Abdulrahman al-Jassim ( Katar)                                            | | |                   |
| Spielbericht                                                                              | | |                   |

## Beste Torschützen
Nachfolgend sind die besten Torschützen der Champions-League-Saison (ohne Qualifikation) aufgeführt. Bei gleicher Anzahl von Treffern sind die Spieler alphabetisch sortiert.
| Rang | Spieler             | Verein                | Tore |
| ---- | ------------------- | --------------------- | ---- |
| 01   | Salem al-Dawsari    | al-Hilal              | 10   |
| 02   | Jasir Asani         | Gwangju FC            | 09   |
|      | Anderson Lopes      | Yokohama F. Marinos   | 09   |
|      | Riyad Mahrez        | al-Ahli               | 09   |
| 05   | Cristiano Ronaldo   | al-Nassr FC           | 08   |
| 06   | Roberto Firmino     | al-Ahli               | 06   |
|      | Aleksandar Mitrović | al-Hilal              | 06   |
|      | Ivan Toney          | al-Ahli               | 06   |
| 09   | Akram Afif          | al-Sadd SC            | 05   |
|      | Arif Aiman Hanapi   | Johor Darul Ta’zim FC | 05   |
|      | Marcos Leonardo     | al-Hilal              | 05   |
|      | Marcinho            | Kawasaki Frontale     | 05   |
|      | Soufiane Rahimi     | al Ain Club           | 05   |
|      | Matías Vargas       | Shanghai Port FC      | 05   |

## Eingesetzte Spieler von al-Ahli
| al-Ahli | - Tor: Édouard Mendy (9/-); Abdulrahman al-Sanbi (4/-) - Abwehr: Roger Ibañez (13/2); Merih Demiral (12/-); Ali Majrashi (12/-); Saad Balobaid (7/-); Ezgjan Alioski (6/-); Matteo Dams (5/-); Mohammed Bakor (4/-); Rayan Hamed (3/-); Abdullah al-Ammar (2/-); Bassam al-Hurayji (2/-); Fahad al-Hamad (1/-) - Mittelfeld: Franck Kessié (12/2); Gabri Veiga (12/1); Ziyad al-Johani (11/-); Alexsander (7/-); Sumayhan al-Nabit (6/-); Ali al-Asmari (2/-); Abdulkarim Darisi (2/-); Eid al-Muwallad (2/-) - Sturm: Riyad Mahrez (13/9); Ivan Toney (13/6); Firas al-Buraikan (13/4); Roberto Firmino (12/6); Galeno (7/4); Fahad al-Rashidi (6/-); Yaseen al-Zubaidi (2/-) - Trainer: Matthias Jaissle |

## Schiedsrichter
Die 118 Spiele wurden von 32 verschiedenen Schiedsrichtern aus 18 Ländern geleitet. Vier Schiedsrichter stammten aus Südkorea, jeweils drei aus Japan und Saudi-Arabien sowie je zwei aus Australien, China, Katar, Kuwait, dem Oman, Usbekistan und den Vereinigten Arabischen Emiraten.
Für das Finale war der Katarer Abdulrahman al-Jassim verantwortlich.
| Schiedsrichter        | Land               | Geboren       | Spiele |     |    |    |
| --------------------- | ------------------ | ------------- | ------ | --- | -- | -- |
| Ahmad al-Ali          | Kuwait             | 1. Jan. 1984  | 007    | 036 | 0  | 01 |
| Omar al-Ali           | Ver. Arab. Emirate | 16. Feb. 1988 | 005    | 014 | 0  | 0  |
| Yūsuke Araki          | Japan              | 2. Mai 1986   | 006    | 021 | 0  | 01 |
| Mooud Bonyadifard     | Iran               | 8. Sep. 1985  | 002    | 007 | 0  | 01 |
| Shaun Evans           | Australien         | 21. Okt. 1987 | 004    | 010 | 01 | 02 |
| Alireza Faghani       | Australien         | 21. Mär. 1978 | 007    | 031 | 0  | 01 |
| Salman Falahi         | Katar              | 5. Feb. 1990  | 006    | 019 | 01 | 0  |
| Fu Ming               | China              | 5. Jan. 1983  | 001    | 004 | 0  | 0  |
| Sadullo Gulmurodi     | Tadschikistan      | 2. Dez. 1990  | 004    | 010 | 0  | 0  |
| Qasim al-Hatmi        | Oman               | 11. Dez. 1990 | 002    | 005 | 0  | 0  |
| Hanna Hattab          | Syrien             | 22. Mär. 1989 | 001    | 003 | 0  | 0  |
| Mohammed al-Hoish     | Saudi-Arabien      | 30. Nov. 1986 | 005    | 022 | 0  | 0  |
| Jumpei Iida           | Japan              | 14. Aug. 1981 | 001    | 003 | 0  | 0  |
| Abdullah Jamali       | Kuwait             | 23. Mai 1992  | 001    | 004 | 0  | 0  |
| Abdulrahman al-Jassim | Katar              | 14. Okt. 1987 | 006    | 028 | 0  | 01 |
| Ahmed al-Kaf          | Oman               | 6. Mär. 1983  | 006    | 018 | 0  | 01 |
| Kim Dae-yong          | Südkorea           | 12. Juni 1981 | 001    | 002 | 0  | 0  |
| Kim Hee-gon           | Südkorea           | 4. Nov. 1985  | 002    | 002 | 0  | 0  |
| Kim Jong-hyeok        | Südkorea           | 31. Mär. 1983 | 004    | 011 | 0  | 0  |
| Hiroyuki Kimura       | Japan              | 30. Jan. 1982 | 001    | 007 | 0  | 0  |
| Ko Hyung-jin          | Südkorea           | 20. Juni 1982 | 003    | 011 | 0  | 01 |
| Rustam Lutfullin      | Usbekistan         | 5. Apr. 1991  | 002    | 009 | 0  | 0  |
| Ma Ning               | China              | 14. Juni 1979 | 007    | 023 | 0  | 01 |
| Adham Makhadmeh       | Jordanien          | 13. Feb. 1987 | 008    | 031 | 01 | 0  |
| Adel al-Naqbi         | Ver. Arab. Emirate | 10. Jan. 1982 | 006    | 016 | 01 | 01 |
| Nazmi Nasaruddin      | Malaysia           | 26. Feb. 1990 | 006    | 019 | 01 | 04 |
| Sivakorn Pu-udom      | Thailand           | 26. Nov. 1987 | 001    | 001 | 0  | 0  |
| Mohanad Qasim Sarray  | Irak               | 22. Mai 1980  | 002    | 006 | 0  | 0  |
| Majed al-Shamrani     | Saudi-Arabien      | 8. Dez. 1989  | 002    | 004 | 0  | 01 |
| Ilgiz Tantashev       | Usbekistan         | 5. Apr. 1984  | 001    | 003 | 01 | 0  |
| Muhammad Taqi         | Singapur           | 25. Okt. 1986 | 003    | 010 | 0  | 01 |
| Khalid al-Turais      | Saudi-Arabien      | 30. Apr. 1987 | 005    | 023 | 0  | 03 |
| Gesamt                | Gesamt             | Gesamt        | 118    | 413 | 06 | 20 |